# Mount Carmel-Mitchells Brook-St. Catherines
Mount Carmel-Mitchells Brook-St. Catherines är en ort i Kanada.   Den ligger i provinsen Newfoundland och Labrador, i den östra delen av landet, 1 700 km öster om huvudstaden Ottawa. Mount Carmel-Mitchells Brook-St. Catherines ligger 73 meter över havet och antalet invånare är 358.
Terrängen runt Mount Carmel-Mitchells Brook-St. Catherines är huvudsakligen platt, men åt nordost är den kuperad. Havet är nära Mount Carmel-Mitchells Brook-St. Catherines västerut.Trakten är glest befolkad. Mount Carmel-Mitchells Brook-St. Catherines är det största samhället i trakten. 